# Alchemilla czamsinensis
Alchemilla czamsinensis är en rosväxtart som beskrevs av V. N. Tikhomirov. Alchemilla czamsinensis ingår i släktet daggkåpor, och familjen rosväxter. Inga underarter finns listade i Catalogue of Life.